# World Flora Online
World Flora Online ist ein Online-Kompendium der Pflanzenarten der Erde, an dessen Erstellung zahlreiche international führende botanische Institutionen beteiligt sind. Die Nutzung ist ohne Anmeldung möglich, für erweiterte Funktionen ist jedoch eine kostenlose Registrierung erforderlich.

## Geschichte
World Flora Online (WFO) wurde im Oktober 2012 als Nachfolgeprojekt von The Plant List gegründet und hat den Anspruch, bis 2020 ein Online-Florenwerk aller bekannten Pflanzen zu veröffentlichen. Es handelt sich um ein Projekt des Übereinkommens über die biologische Vielfalt und soll dazu dienen, den weltweiten Verlust von Pflanzenarten bis 2020 zu verhindern. Entwickelt wird es von einer Gruppe unterschiedlicher Institutionen aus der ganzen Welt und folgt dem ersten Ziel der Globalen Strategie zum Schutz der Pflanzen (GSPC) „ein Online-Florenwerk aller bekannten Pflanzen“ zu erstellen.
Ein zugängliches Florenwerk aller bekannten Pflanzenarten wurde als Grundvoraussetzung für den Pflanzenschutz angesehen. Es bietet eine Grundlage für das Erreichen und die Überprüfung der weiteren Ziele der Strategie. Das vorherige Ziel der GSPC wurde 2010 mit The Plant List erreicht. Bei der Gründung von WFO waren im Jahr 2012 vier Institutionen beteiligt: Missouri Botanical Garden, New York Botanical Garden, Royal Botanic Garden Edinburgh und Royal Botanic Gardens, Kew. Insgesamt sind an der Erstellung des Florenwerks mehr als 40 Institutionen beteiligt.
Seit 2020 dient World Flora Online als Bezugsquelle für die Monographietitel des Homöopathischen Arzneibuchs.